# Baalbek

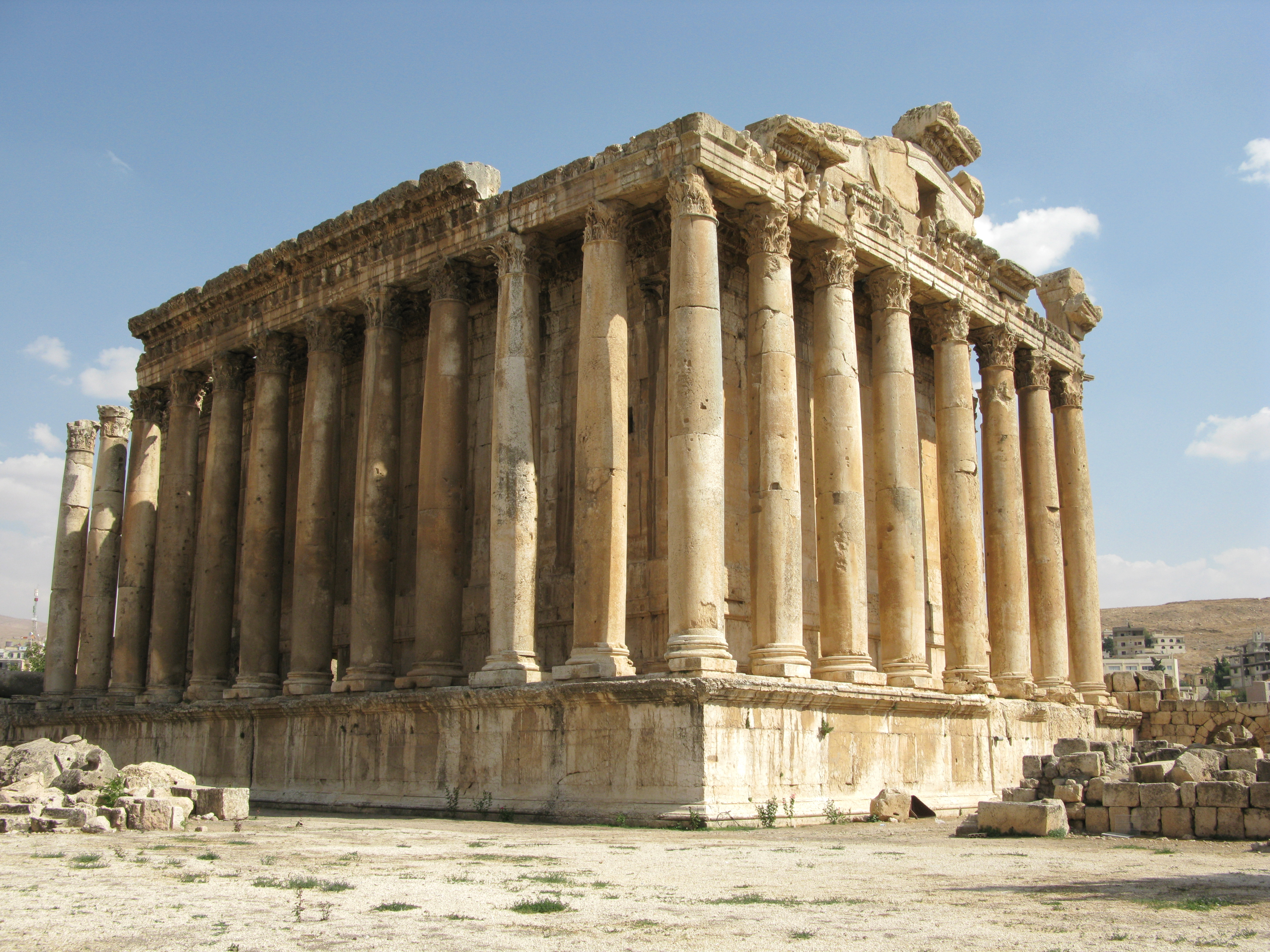
Bacchusemplet

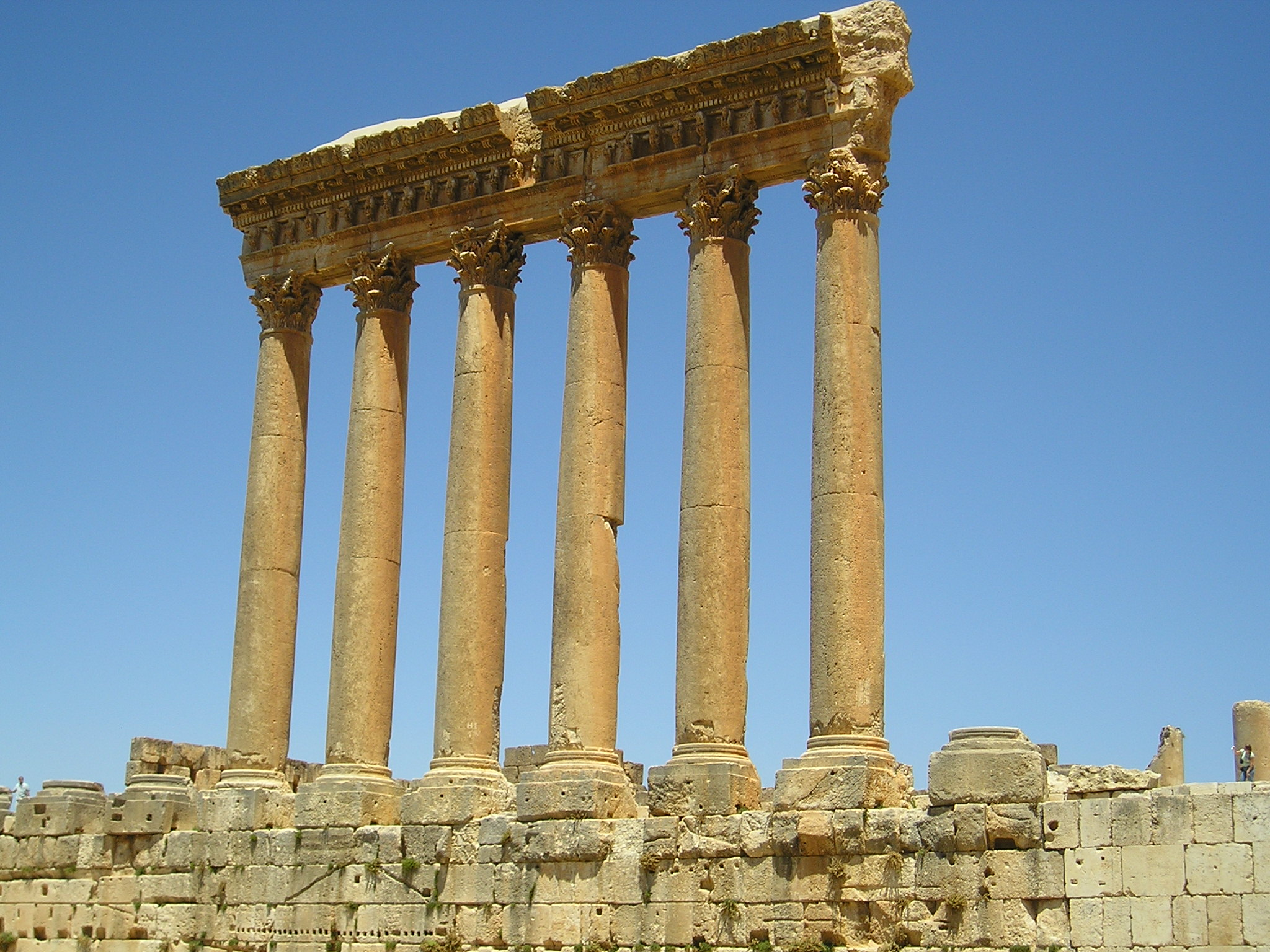
Jupitertemplet

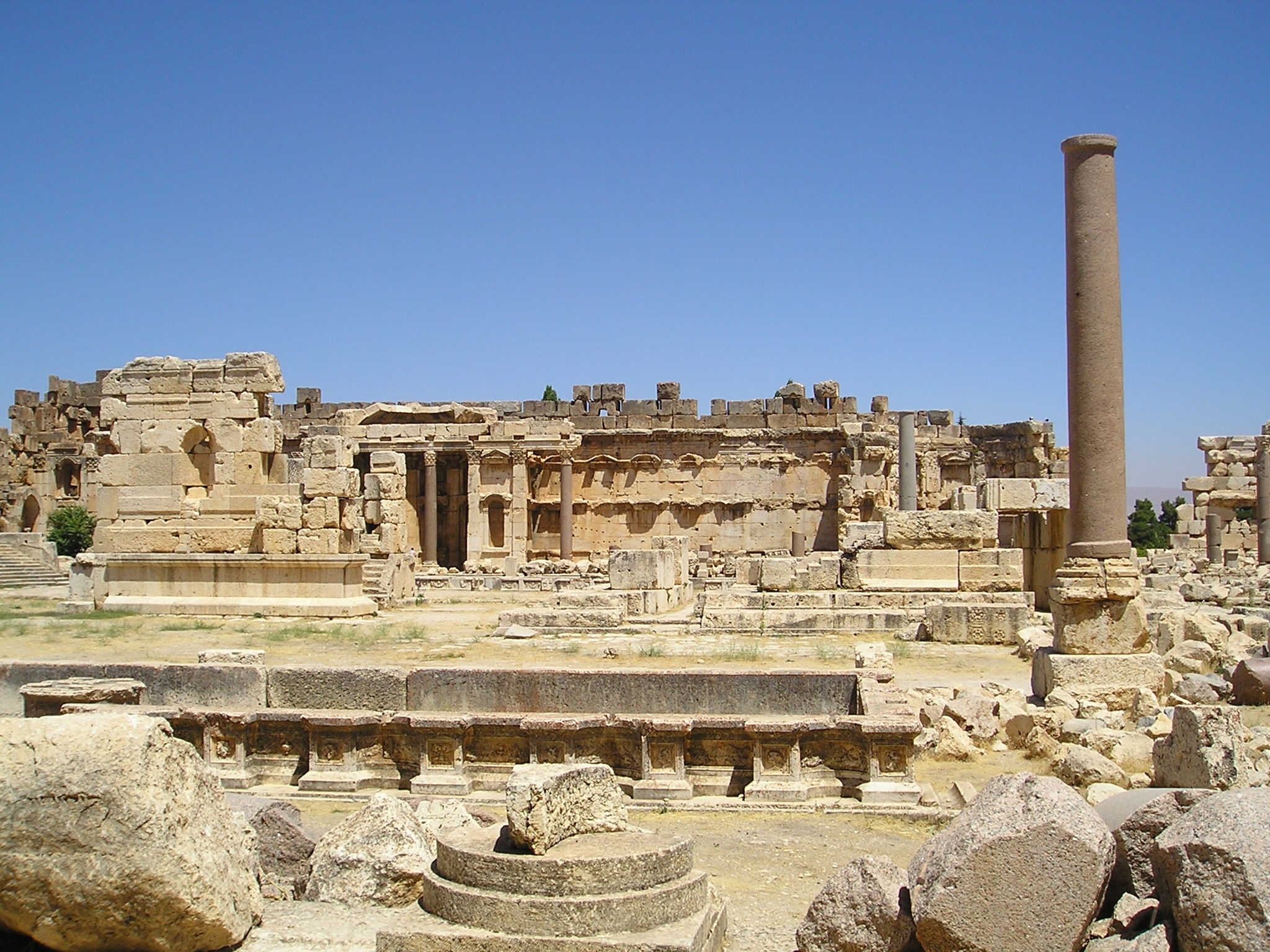
Stora Templet

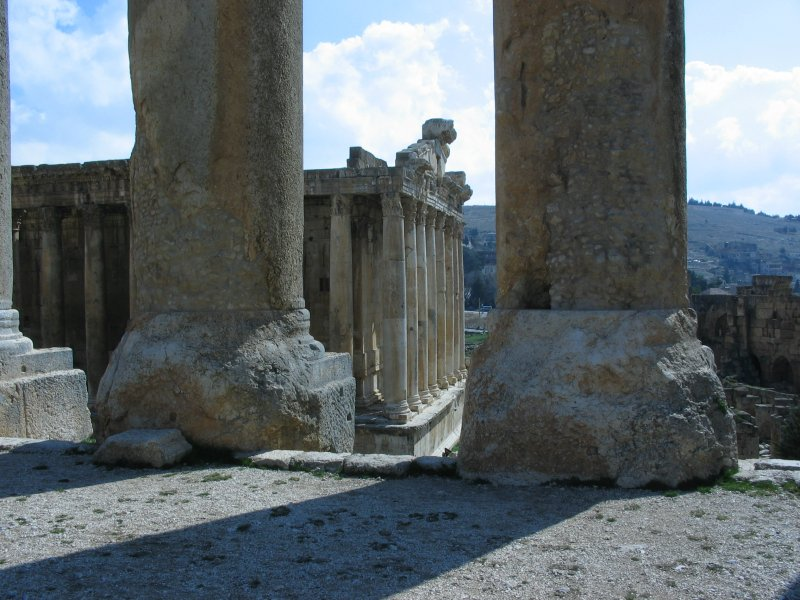
Soltemplet utifrån från Stora Templet

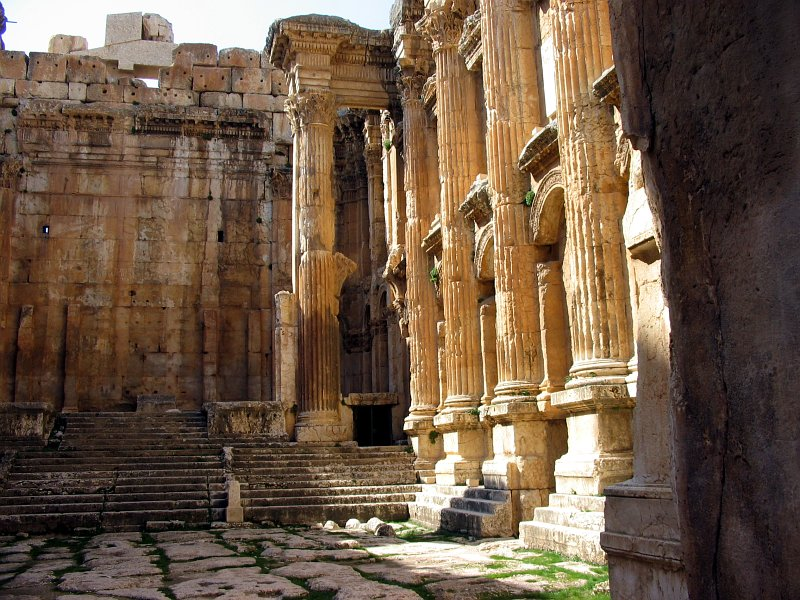
Soltemplet inifrån

Baalbek (arabiska بعلبك Baʿlbak, Dalens herre) är en stad och en arkeologisk plats i östra Libanon cirka 85 km nordöst om huvudstaden Beirut i muhafazah (provins) Beqaa i Bekaadalen på knappt 1 200 m ö.h.
Platsen upptogs på Unescos världsarvslista 1984.

## Historia
Under antiken kallades staden Heliopolis (grek. "solstaden", ej att förväxla med det egyptiska Heliopolis).
Heliopolis, dåtidens Baalbek, gjordes till romersk koloni redan av kejsar  Augustus, Julius Caesars adoptivson och Roms förste kejsare. Staden försågs med murar och citadell, av vilket betydande rester kvarstår. Kapitolium, eller akropolen, en uppförd terrasskulle väster om nuvarande stadscentrum, var det egentliga tempelområdet och antas ha bebyggts av Antonius Pius och Caracalla.
Theodosius I lät förstöra Jupitertemplet och uppförde en kyrka på altarplatsen. Redan 634 intogs Baalbek av araberna, som lät bygga om templet till en fästning. Mongolerna intog och förstörde Baalbeck 1260, även jordbävningar har bidragit till förstörelsen, särskilt en jordbävning 1759. En tysk arkeologisk expedition grävde omkring 1900 ut ruinerna.

## Byggnader
Baalbek är känt för sina enorma  romerska tempelruiner där områdets minsta bygge är större än hela Akropolis i Aten. Bland de framstående byggnader som ännu finns bevarade kan nämnas
- Propyléerna, den mäktiga stadsporten
- Jupitertemplet

Romarnas högsta gudom, som också skulle komma att bli syriernas, efter staden kallad Jupiter Heliopolitanus fick här ett väldigt tempel. Tempelplatsen är 300 meter lång. En med hög fritrappa försedd, bred portalbyggnad, flankerad på syriskt sätt med två torn, för in till en sexkantig förgård, omgiven av rikt dekorerade hallar. Därifrån leder trappsteg till en större gård, altargården, även denna efter orientaliska förebilder med omväxlande fyrkantiga och halvrunda hallar å alla fyra sidorna samt två eleganta vattencisterner på ömse sidor om altarplatsen i mitten. En hög trappa för slutligen upp till templet som varit en dekastylos med 10 kolonner på respektive smalsidor. Av dessa kvarstår 6 kolonner, omkring 20 meter höga.
Detta bygge innehåller några av världens största bearbetade stenar, varav den största är cirka 21 m lång, 4 m hög och 5 m bred med en uppskattad vikt på cirka 1.500 ton.
- Bacchustemplet

Templet är beläget på en lägre terrass och förhallen är prydd med reliefer. Den omgivande kolonnhallen har till stor del kvar det utsirade stentaket.
- Venustemplet

Venustemplet har en rund grundplan med fritrappa och ingångshall. Den yttre förhallen dekoreras av utbyggda förkroppade kolonnställningar samt mellan dem nischer för statyer och blomstergrupper.
Väster om staden finns rester av den romerska vattenledningen och ett runt brunnshus.
I Baalbek finns även betydande rester av en moské, Stora moskén, till stora delar byggd av materialet från en bysantinsk kyrka.